# Rodney Frelinghuysen
Rodney P. Frelinghuysen (ur. 29 kwietnia 1946) – amerykański polityk, członek Partii Republikańskiej. W latach 1995–2019 był przedstawicielem jedenastego okręgu wyborczego w stanie New Jersey w Izbie Reprezentantów Stanów Zjednoczonych.